# Strada statale 115 dir Sud Occidentale Sicula
La strada statale 115 dir Sud Occidentale Sicula (SS 115 dir) è una strada statale italiana che collega la maggior viabilità Sicilia all'area archeologica di Selinunte.

## Percorso
La strada ha inizio a sud-ovest di Castelvetrano con diramandosi dalla strada statale 115 Sud Occidentale Sicula e di cui sfrutta il vecchio tracciato fino allo svincolo per la strada provinciale 56 (vecchia sede della statale in direzione Menfi).
Dopo un percorso di 7,5 chilometri giunge nella località balneare di Marinella di Selinunte da dove si accede all'area archeologica di Selinunte.

### Tabella percorso
| Sud Occidentale Sicula |                                  |     |           |
| Tipo                   | Indicazione                      | km  | Provincia |
|                        | Sud Occidentale Sicula           | 0,0 | TP        |
|                        | per Partanna                     | 2,7 | TP        |
|                        | per Campobello di Mazara, Menfi  | 4,1 | TP        |
|                        | Marinella di Selinunte Selinunte | 7,5 | TP        |